# Catesbaea macrantha
Catesbaea macrantha är en måreväxtart som beskrevs av Charles Wright. Catesbaea macrantha ingår i släktet Catesbaea och familjen måreväxter.
Artens utbredningsområde är Kuba. Inga underarter finns listade i Catalogue of Life.